# Teoría de la transmisión de la malaria por mosquitos

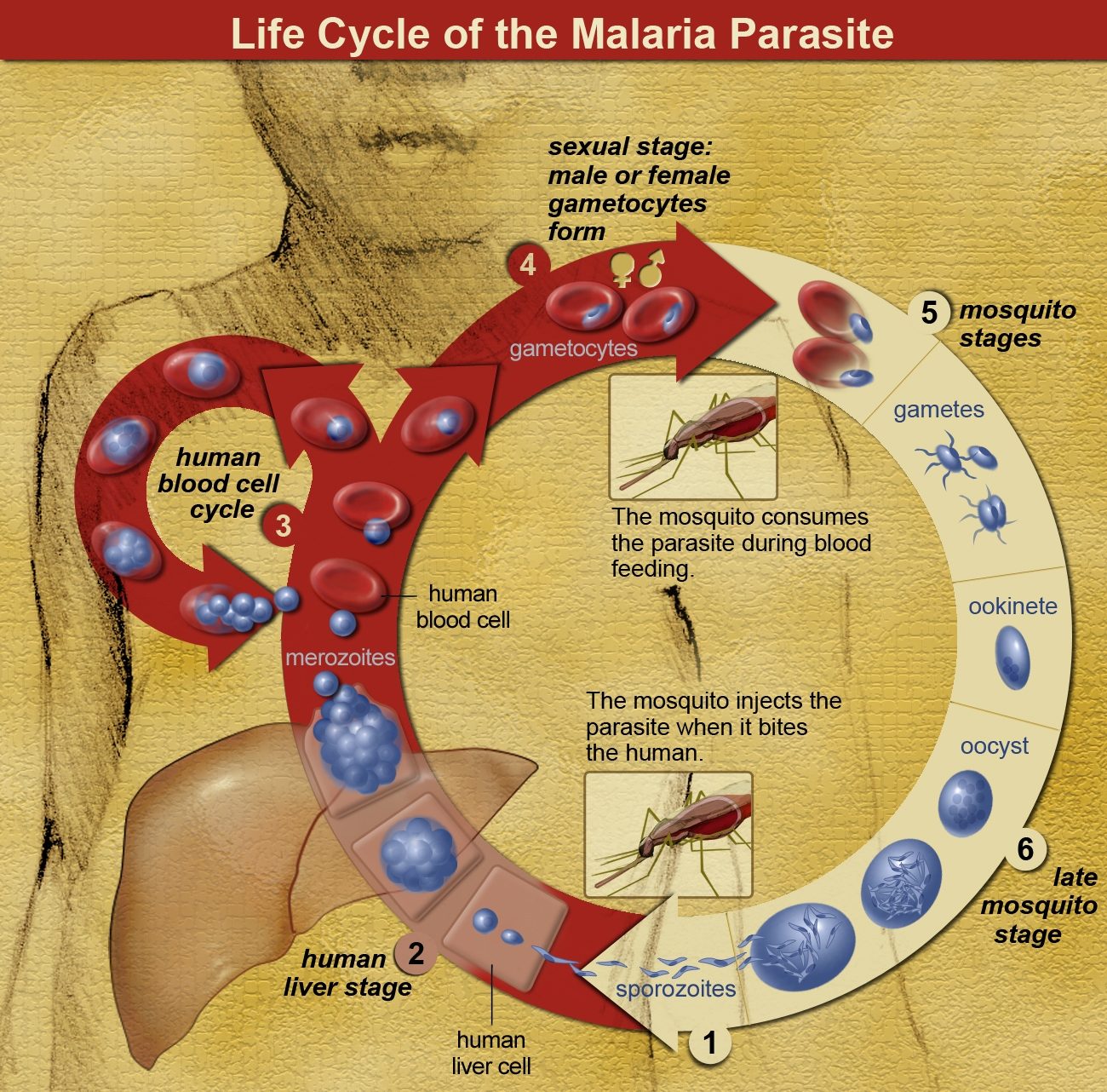
Transmisión de parásitos de la malaria entre mosquitos y humanos.

La teoría de la transmisión de la malaria por mosquitos (en inglés: Mosquito-malaria theory) fue una teoría desarrollada en la segunda mitad del siglo XIX que explicaba la transmisión de la malaria por medio de mosquitos. Se oponía a la teoría de que la malaria se transmitía por miasmas.  
La llegada y validación de la teoría microbiana de la enfermedad a fines del siglo XIX comenzó a arrojar nuevas luces.
Cuando Charles Louis Alphonse Laveran descubrió al agente causal de la malaria en 1880, disminuyó el apoyo a la teoría del miasma como causante de la enfermedad.
Patrick Manson hizo un descubrimiento importante en 1877 de que el mosquito podía transmitir el parásito filarial humano. Infiriendo de tal descubrimiento novedoso, Africanus King propuso la hipótesis de que los mosquitos eran la fuente de la malaria. A principios de la década de 1890, Patrick Manson comenzó a formular la hipótesis que el parásito de la malaria se transmite por mosquitos. Ambos pensaban que los mosquitos transmitían la malaria la contaminar el agua. 
Ronald Ross probó que la malaria se transmitía por especies específicas de mosquitos, por medio de su picadura, a fines de la década de 1890. Por esto, Ross ganó el Premio Nobel de Fisiología o Medicina en 1902. Manson proporcionó pruebas experimentales adicionales que indujeron la malaria en sujetos humanos sanos a partir de mosquitos portadores de malaria.  Así, la teoría se convirtió en la base de la malariología y la estrategia de control de la malaria.

## Conceptos tempranos
La malaria afectaba a los romanos, y los eruditos romanos asociaron la enfermedad con las tierras pantanosas y las marismas donde la enfermedad era particularmente desenfrenada. Llamaron a la enfermedad malaria (que literalmente significa "aire malo"), ya que creían que la enfermedad era una especie de miasma que se propagaba por el aire. Hay quien dice que en el Djenné medieval se pudo identificar al mosquito como la causa de la malaria.
El primer registro de argumentos contra la naturaleza miasmática de la malaria fue de un médico estadounidense John Crawford. Gorgas escribió un artículo "El origen mosquital de la enfermedad de la malaria" en Baltimore Observer en 1807, pero no llamó la atención. Un médico estadounidense, Charles Earl Johnson, presentó argumentos sistemáticos y elaborados contra el origen miasmático de la malaria en 1851 ante la Sociedad Médica de Carolina del Norte. Algunos de sus puntos importantes fueron:
1. El delta del Mississippi es un lugar saludable aunque tiene un río cercano, estanques, pantanos y mucha agua estancada.
2. Los trabajadores de Carolina del Norte son las más saludables de las clases trabajadoras a pesar de su exposición constante a los pantanos y al agua de los pantanos.
3. Los países de América del Sur, como la Guayana Británica y Brasil, que estaban literalmente inundados de pantanos tropicales, estaban libres de epidemias de malaria.
4. La isla Java en el sudeste asiático, una región conocida por las epidemias, tenía una exuberante vegetación y campos agrícolas, complementados con un clima tropical cálido y húmedo, ideal para enfermedades miasmáticas, pero es la parte más saludable de Asia.
5. Un río Támesis altamente contaminado, que debería causar enfermedades miasmáticas, no era más que fuente de agua potable.
6. Por otro lado, las regiones más secas como Guinea en África, España, Malta, Gibraltar y varios estados de América, eran afectadas recurrentemente con fiebres palúdicas.

## Fundamentos científicos

### Descredito de la teoría miasmática y descubrimiento del agente causal de la malaria
La noción de que la malaria se debió al miasma fue negada por el descubrimiento del parásito de la malaria.  
Un médico alemán, Johann Heinrich Meckel, fue el primero en observar en 1847 los parásitos protozoarios como gránulos de pigmento negro de la sangre y el bazo de un paciente que murió de malaria. Pero no entendía la naturaleza parasitaria y la importancia de esos gránulos en relación con la malaria. En 1849, un patólogo alemán Rudolf Virchow pensó que esos gránulos eran responsables de la enfermedad. En 1879, el biólogo italiano Ettore Afanasiev argumentó que los gránulos eran los agentes causantes.

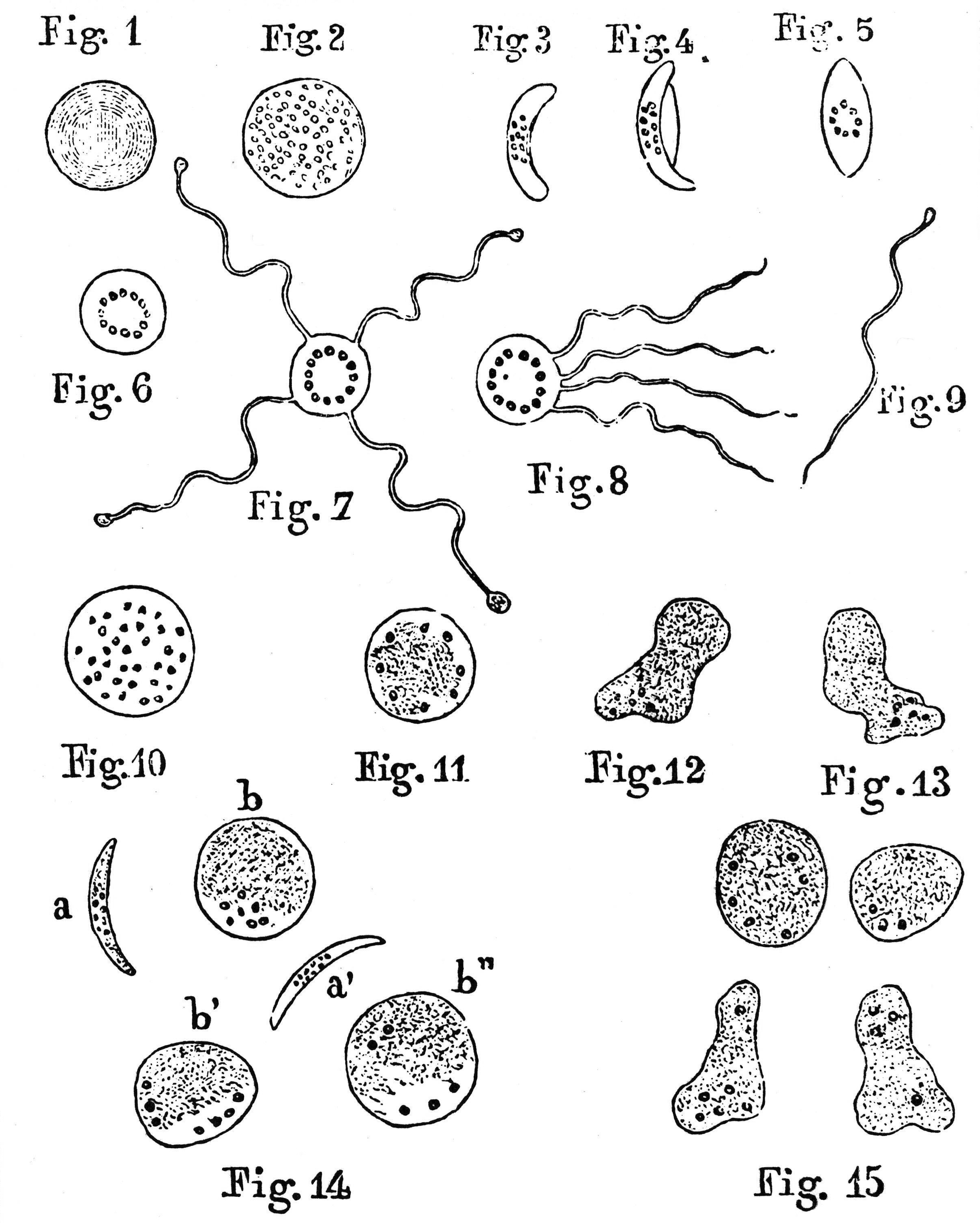
Dibujo de Laveran de parásitos pigmentados y exflagelación de gametocitos masculinos.

El francés Charles Louis Alphonse Laveran, médico que trabajaba en Argelia, descubrió el parásito causante de la malaria. En el hospital de Bône (ahora Annaba), notó cuerpos esféricos en el frotis de sangre, libres o adherentes a los glóbulos rojos. El 6 de noviembre de 1880 observó en la sangre de un paciente el parásito vivo, describiéndolo como "un cuerpo esférico pigmentado, elementos filiformes que se mueven con gran vivacidad, desplazando a los glóbulos rojos vecinos". También observó el proceso de maduración del parásito. Examinó a 200 pacientes y observó los cuerpos celulares en los 148 casos de malaria, y nunca en aquellos sin malaria. También descubrió que después del tratamiento con quinina, los parásitos desaparecieron de la sangre. Estos hallazgos indicaron que el parásito era la causa de la malaria y aplicaba la teoría microbiana de la enfermedad a la malaria. Llamó al parásito Oscillaria malariae (más tarde rebautizado como Plasmodium malariae) e informó su descubrimiento a la Academia Francesa de Medicina en París el 23 de noviembre y el 28 de diciembre. Por su descubrimiento fue galardonado con el Premio Nobel de Fisiología o Medicina en 1907.

### Descubrimiento del mosquito como vector de enfermedad
A principios de la década de 1880, teoría microbiana de la enfermedad a la malaria de Laveran sobre la malaria fue generalmente aceptada por la comunidad científica. Sin embargo, aún quedaban ciertas interrogantes como la transmisión del parásito. 
La pista científica surgió cuando un descubrió por primera vez que los parásitos eran transmitidos por mosquitos.  
En 1877, el oficial médico británico Patrick Manson mientras trabajaba en Amoy, una ciudad costera de China, descubrió que el mosquito Culex fatigans (ahora Culex quinquefasciatus) era el vector de la filaria que llamó Filaria sanguinis hominis (ahora llamada Wuchereria bancrofti). Sus hallazgos fueron publicados en el Informe de Aduanas Médicas de China en 1878 y Spencer Cobbold los transmitió a la Sociedad Linneana de Londres. Esta fue la primera evidencia directa de que los mosquitos pueden transmitir parásitos entre humanos, lo que sugiere que lo mismo podría ser cierto en caso de malaria.

## Teoría de Africanus King
Basado en el informe del descubrimiento de Manson, un médico estadounidense, Albert Freeman Africanus King desarrolló la propuesta de que la malaria se transmite por los mosquitos. Reveló su idea en 1881 a sus colegas, quienes no compartían la misma opinión. Desarrolló la teoría y la presentó ante la Sociedad Filosófica de Washington el 10 de febrero de 1882, bajo el título "La prevención de la enfermedad de la malaria que ilustra, entre otras cosas, la función conservadora de Ague". Sugirió proteger Washington D. C. con una mosquitera con altura del Monumento a Washington. Su idea fue ridiculizada. No se rindió, y en su lugar formó un argumento más elaborado que publicó como un artículo de 15 páginas en la edición de septiembre de 1883 de The Popular Science Monthly.
Albert King seleccionó su punto de vista en 19 puntos. Parafraseando sus largos argumentos: la aparición de la malaria siempre coincide con condiciones que también son ideales para los mosquitos, como la hora del día, el área geográfica, la temperatura y el clima. Su propuesta concebía que la malaria se transmitía a través del mosquito a través de sus huevos, cosa que resultó no ser cierta.

## La teoría de Manson
En 1889, Patrick Manson regresó a Inglaterra y trabajó en la Seamen's Hospital Society y también como profesor de enfermedades tropicales en el St George's Hospital de Londres en 1882. Su atención pronto se dirigió hacia la malaria y pensó que la transmisión de la malaria sería como de las filarias. Apoyó firmemente la teoría microbiana de la enfermedad a la malaria de Laveran, que aún no era completamente aceptada por toda la comunidad médica de la época. Propuso que:
1. la malaria es causada por un parásito protozoario,
2. el mosquito transmite el protozoo y
3. los humanos se infectan por el agua contaminada en la que el mosquito infectado había muerto (esta propuesta resultó estar equivocada)

En 1894, Patrick Manson ideó un ingenioso procedimiento para detectar parásitos de la malaria en diferentes etapas de desarrollo a partir de muestras de sangre. Manson no pudo investigar su teoría, ya que no se encontraba en un país endémico de malaria. Por esos tiempos, un cirujano del ejército británico, Ronald Ross, que servía al Servicio Médico Indio en India estaba de vacaciones en Londres. En noviembre de 1894, le contó a Ross que había formado la teoría de que los mosquitos transmiten la malaria al igual que las filarias.

## Prueba

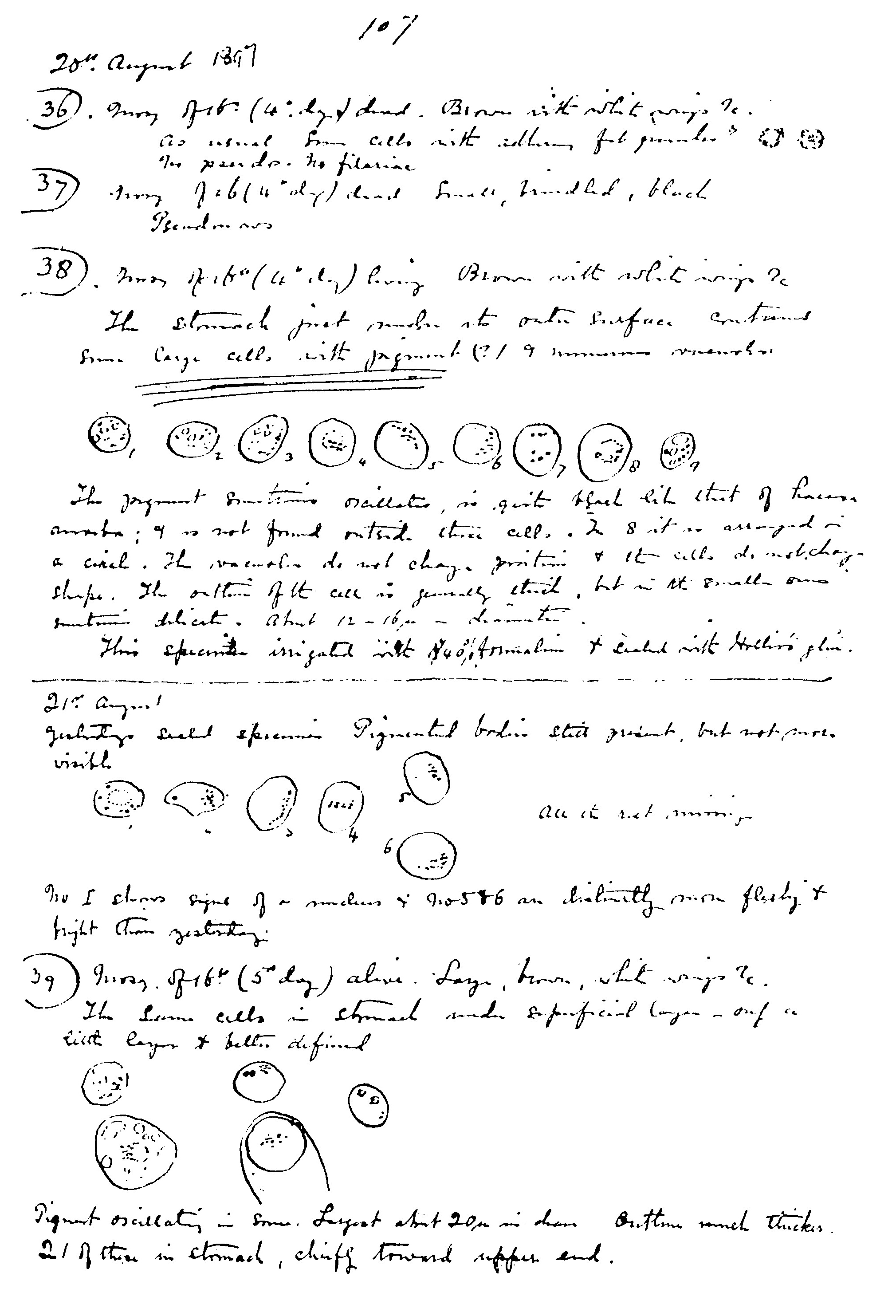
La página en el cuaderno de Ross donde registró los "cuerpos pigmentados" en mosquitos que luego identificó como parásitos de la malaria.

Ross regresó a la India en marzo de 1895 para comenzar su investigación. La tarea no fue fácil. Su primera detección de parásitos de la malaria en los pacientes se produjo después de dos meses de arduo trabajo. Después de un año y medio no hizo ningún progreso significativo.  
El 20 de agosto de 1897 descubrió que ciertos mosquitos tenían parásitos de la malaria. Había alimentado diferentes tipos de mosquitos con la sangre de un paciente con malaria (Husein Khan) cuatro días antes, y descubrió que solamente un tipo (al que llamó "tipo marrón" o más comúnmente "mosquitos con alas moteadas", ahora Anopheles) adquirió los parásitos de malaria en el estómago. Esta fue la primera evidencia de la teoría de que el mosquito portaba el parásito de la malaria, y Ross más tarde llamaría al 20 de agosto como el "Día de la Malaria" (ahora adoptado como el Día Mundial del Mosquito).
La segunda evidencia experimental se produjo a mediados de 1898 cuando Ross demostró la transmisión de la malaria por Proteosoma relictum (ahora Plasmodium relictum) entre alondras y mosquitos, a los que llamó "mosquitos grises" (Culex fatigans, ahora renombrados Culex quinquefasciatus). Demostró que los mosquitos ingerían los parásitos de las aves infectadas. Luego los parásitos se desarrollaban en la pared del estómago y luego se almacenaban en las glándulas salivales del mosquito. Y de ahí infectaban a las aves sanas. Esta fue una evidencia concluyente de que los parásitos de la malaria eran transmitidos por los mosquitos.
Las pruebas de Ross fueron reproducidas por biólogos italianos, incluidos Giovanni Battista Grassi, Amico Bignami y Giuseppe Bastianelli, quienes descubrieron que el parásito de la malaria humana se transmitía por la picadura (refutando una de las hipótesis de Manson) del mosquito hembra. En 1899 informaron la infección de Plasmodium falciparum con el mosquito Anopheles claviger.
En 1900, Patrick Manson demostró clínicamente que la picadura de mosquitos Anopheles infectados causaba malaria. Adquirió mosquitos infectados criados por Bignami y Bastianelli en Roma. Un voluntario de la Escuela de Medicina Tropical de Londres, llamado P. Thurburn Manson, se dejó picar con esos mosquitos y dio un relato detallado de sus fiebres palúdicas y del tratamiento después de la picadura.
 Como resumió, el ensayo clínico de Manson mostró que la solución práctica para la infección de malaria estaba en: 
1. Evitar los vecindarios de casas nativas donde abundan los mosquitos,
2. destruir el hábitat del mosquito, y
3. proteger contra la picadura de mosquito.[8]